# روبرت جونز (لاعب اتحاد الرغبي)
روبرت جونز (بالإنجليزية: Robert Jones)‏ هو لاعب اتحاد الرغبي بريطاني، ولد في 10 نوفمبر 1965 في Trebanos ‏ في المملكة المتحدة.

## وصلات خارجية
- روبرت جونز عل موقع إسبنسكروم (الإنجليزية)
- روبرت جونز على موقع ItsRugby.co.uk (الإنجليزية)